# 如意村
如意村（にょいむら）は、愛知県西春日井郡にかつてあった村である。
現在の名古屋市北区（旧・楠村）の一部（楠町大蒲新田・楠町喜惣治新田・楠町如意・大我麻町・会所町・新沼町・苗田町・丸新町・喜惣治・如意・池花町・落合町・北久手町・桐畑町・玄馬町・五反田町・三軒町・如来町・六が池町・若鶴町など）に該当する。

## 沿革
- 1889年（明治22年）10月1日 - 如意村、喜惣治新田、大蒲新田が合併し、如意村が発足[注 1]。
- 1906年（明治39年）7月16日 - 味鋺村と合併し、楠村が発足。同日如意村は廃止。
- 1955年（昭和30年）10月1日 - 楠村が名古屋市北区に編入される。

## 学校
- 如意尋常小学校（現・名古屋市立楠小学校の前身校のひとつ）